# Charles Quimper
Charles Quimper, né à Québec en 1977, est un auteur et poète québécois.

## Biographie
Auteur de poésie et de romans, Charles Quimper vit à Québec dans le quartier Saint-Sauveur,,.
Il commence à écrire dès l'âge de 16 ans, mais c'est seulement dans la quarantaine qu'il choisit de soumettre un premier manuscrit à une maison d'édition. Il a travaillé comme installateur de piscine et est maintenant libraire.
Charles Quimper publie son premier roman, Marée montante, chez Alto en 2017. Ce roman met en scène un père dont la fille est morte noyée; l'auteur explore les thématiques de la mer, du deuil et de l'amour paternel. Il publie l'année suivante un premier recueil de poèmes intitulé Tout explose aux éditions Le lézard amoureux.
Il fait paraître chez Triptyque en 2019 le récit Les braises, dans lequel le narrateur réfléchit aux origines de la violence dans la société. La même année, il fait paraître La fleuve à l'Oie de Cravan.
ll publie en 2021 son second roman aux éditions Alto, Une odeur d'avalanche, qui campe les personnages dans le quartier Saint-Sauveur de Québec.
Charles Quimper collabore comme auteur à plusieurs journaux et revues littéraires tels que Mœbius et Nuit blanche,.

## Œuvres

### Poésie
- Tout explose, Montréal, Le lézard amoureux, 2018,  (ISBN 9782923398563)
- La Fleuve, Montréal, L'oie de cravan, 2019, 57 p. (ISBN 9782924652268)

### Romans
- Marée montante, Québec, Alto, 2017, 66 p. (ISBN 9782896943098)
- Les Braises, Montréal, éditions Triptyque, 2019, 78 p.  (ISBN 9782898010477)
- Une odeur d'avalanche, Québec, Alto, 2021,  (ISBN 9782896945214)

### Livre jeunesse
- Sous un ciel sans plafond, en collaboration avec Todd Stewart, Montréal, Québec Amérique, 2021, (ISBN 9782764444535)

## Prix et honneurs
- 2017 : Palmarès des meilleurs romans et récits québécois de Plus on est de fous, plus on lit[12]